# Alar Karis

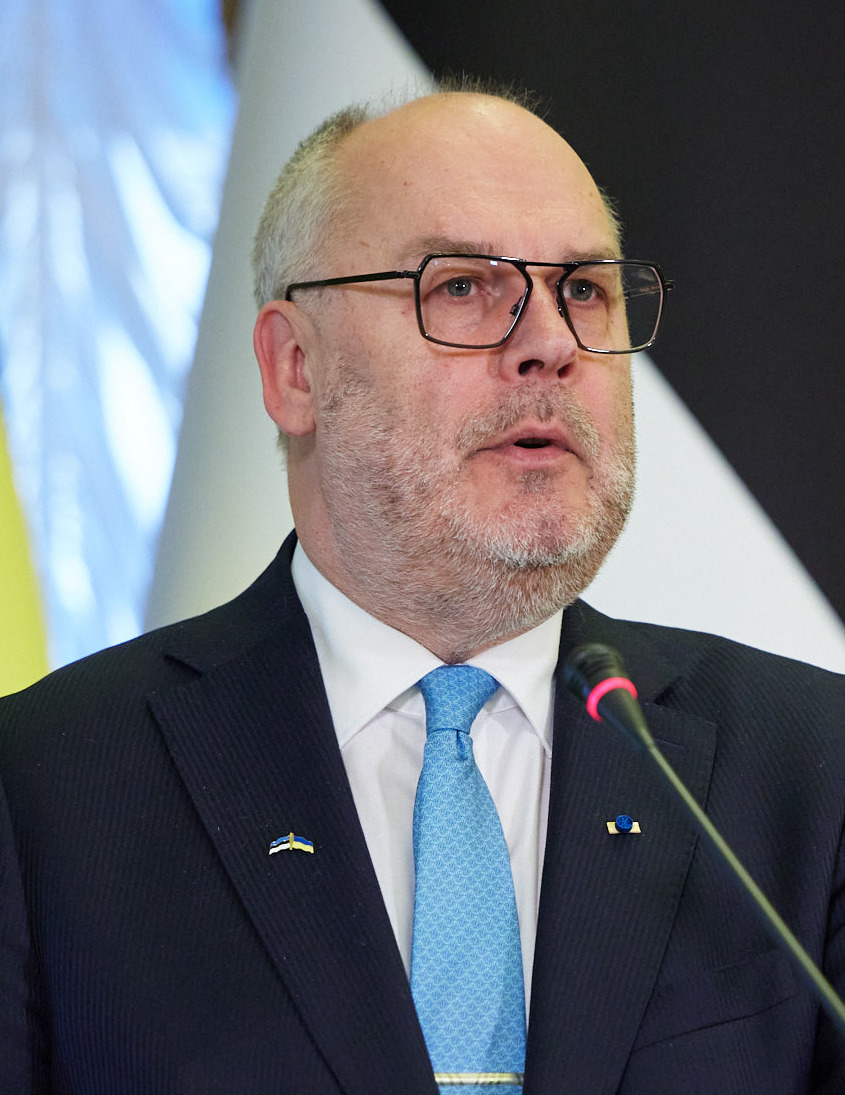
Karis in 2022 tijdens diens bezoek aan president Zelensky van Oekraïne in Kiev

Alar Karis (Tartu, 26 maart 1958) is een Estische politicus. Sinds 11 oktober 2021 is hij president van Estland. Hij is een moleculair geneticus, ontwikkelingsbioloog, voormalig hoogleraar, rector, auditeur-generaal en museumdirecteur.

## Loopbaan
Karis studeerde in 1981 af aan de Estische landbouwuniversiteit, in 1999 kreeg hij een lesopdracht aan de Universiteit van Tartu. Van 2003 tot 2007 werd hij de rector van zijn alma mater, de landbouwuniversiteit die onder zijn bewind in 2005 werd hernoemd tot de Estische universiteit voor biowetenschappen, de Eesti Maaülikool (EMÜ). Aansluitend op dit mandaat werd hij gevraagd het rectoraat van de universiteit van Tartu op zich te nemen, een functie die hij van 2007 tot 2012 voerde. Van 2013 tot 2018 was hij de auditeur-generaal bij het Estisch Rekenhof, van 2018 tot 2021 directeur van het Nationaal Museum van Estland. 
In augustus 2021 werd hij benaderd door de kamervoorzitter van de Riigikogu, voormalig premier Jüri Ratas, die hem polste zich kandidaat te stellen als president in de verkiezingen op het einde van die maand in het parlement. Ratas kon hem de steun toezeggen van beide meerderheidspartijen, de Eesti Reformierakond en de Eesti Keskerakond in een verkiezing zonder tegenkandidaat. Karis aanvaardde de voordracht, werd verkozen en nam de functie op 11 oktober dat jaar op.
Karis is gehuwd en vader van drie kinderen.
- Bibliothèque nationale de France: cb16517573b (data)
- Gemeinsame Normdatei: 124037724X
- International Standard Name Identifier: 0000 0001 2058 0442
- Nationale Bibliotheek van Letland: 000334234
- Virtual International Authority File: 171551171
- WorldCat: E39PBJfRDYKKBBxQQxxQKKCqQq